# Campegine
Campegine är en ort och kommun i provinsen Reggio Emilia i regionen Emilia-Romagna i Italien. Kommunen hade 5 156 invånare (2018).